# Library of Birmingham
Die Library of Birmingham ist eine öffentliche Bibliothek im Zentrum von Birmingham, England, die am 3. September 2013 eröffnet wurde. Die Bibliothek wurde vom Rat der Stadt als maßgebliches Projekt zur Entwicklung des Stadtzentrums betrieben und für geschätzte 188,8 Millionen Pfund Sterling erbaut. Sie gilt als größte öffentliche Bibliothek des Vereinigten Königreichs und als größter kultureller öffentlicher Raum in Europa sowie als größte regionale Bibliothek Europas.

## Bau
Das Bauwerk wurde von der niederländischen Architekturfirma Mecanoo (Architektin: Francine Houben) in Zusammenarbeit mit BuroHappold entworfen, die im August 2008 als Gewinner eines internationalen Wettbewerbs hervorgingen.
Die Vorbereitung des Grundstücks und archäologische Arbeiten begannen zwischen den Gebäuden Baskerville House und Birmingham Repertory Theatre bereits, bevor die Planungsphase abgeschlossen war. Der Bau wurde vom Carillion-Konzern ausgeführt, begonnen im Januar 2010 mit dem Ziel der Eröffnung am 3. September.

## Eröffnung
Die offizielle Eröffnung am 3. September 2013 nahm Malala Yousafzai vor, eine 16-jährige Schülerin, die in Pakistan einen Anschlag der Taliban überlebte und jetzt in Birmingham lebt. Bevor sie eine Tafel enthüllte, sagte sie: „Let us not forget that even one book, one pen, one teacher can change the world.“ (Lasst uns nicht vergessen, dass sogar nur ein Buch, ein Stift, ein Lehrer die Welt verändern können.). Ed Vaizey, der Kultusminister (Minister for Culture, Communications and Creative Industries), war ebenfalls anwesend.

## Sammlungen

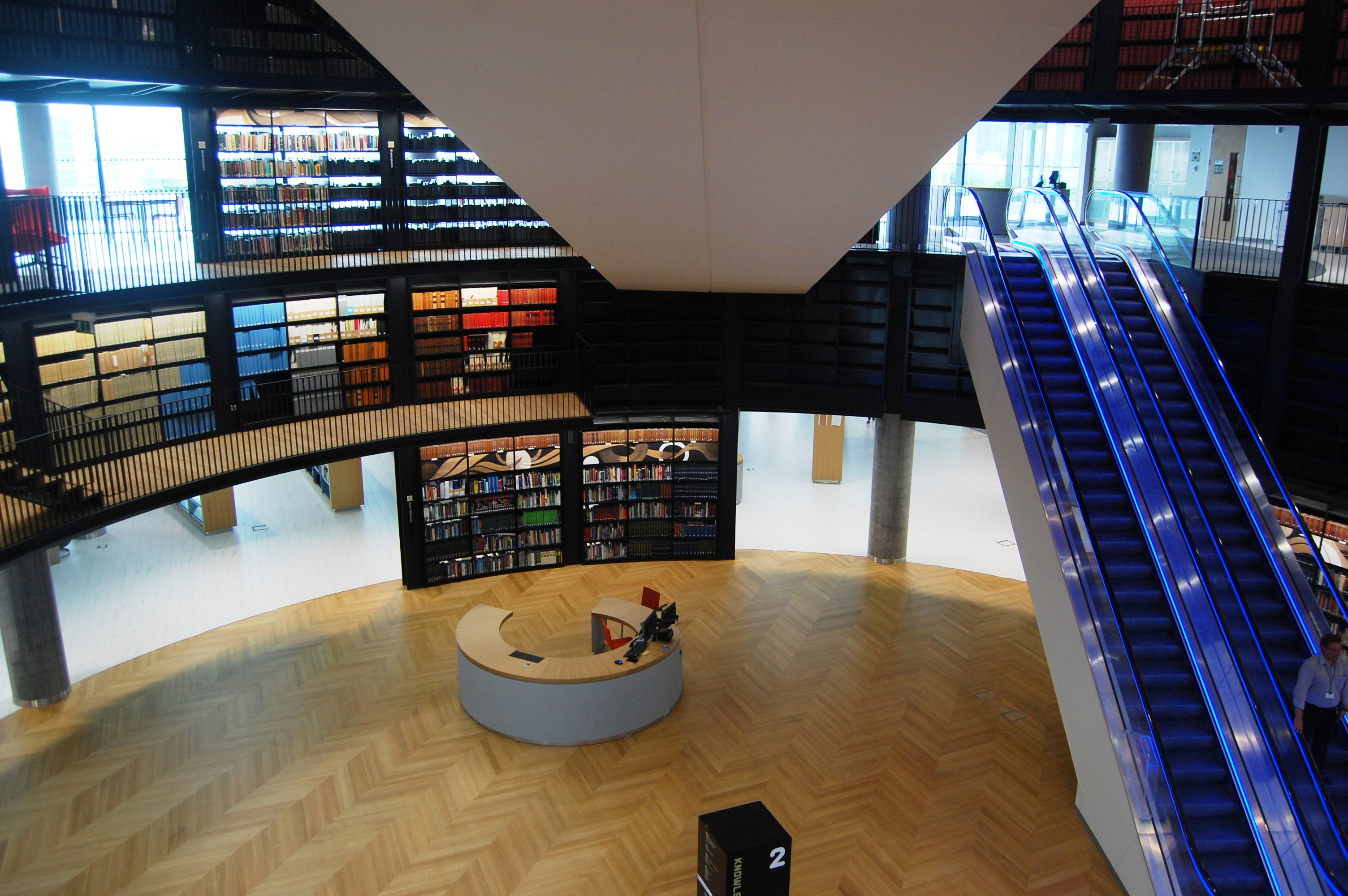
Innenraum

Die Bibliothek bietet 400.000 Bücher, 40 % ihres Bestandes, auf einer Fläche von 35.000 m².
Die Bibliothek besitzt einige Sammlungen von internationaler Bedeutung, darunter die Boulton & Watt Archive, das Bournville Village Trust Archiv, das Charles Parker Archiv, die Parker Sammlung von Kinderbüchern, die Wingate Bett Sammlung von Fahrkarten, das Archiv des British Institute of Organ Studies und die Bibliothek der Railway and Canal Historical Society.
Der holzgetäfelte Shakespeare Memorial Room wurde 1882 von John Henry Chamberlain für die erste Central Library entworfen. Als deren altes Gebäude 1974 abgerissen wurde, wurde dieser Raum zerlegt und später in den neuen Bibliothekskomplex integriert. Als die Library of Birmingham errichtet wurde, zog er erneut um, diesmal in das oberste Geschoss. Er beherbergt die wichtigste Shakespeare-Sammlung Großbritanniens und neben der Folger Shakespeare Library die wichtigste der Welt. Die Sammlung enthält 43.000 Bände, darunter Exemplare der ersten vier Folio-Ausgaben, einschließlich der First Folio von 1623, über 70 Ausgaben von Stücken, die vor 1709 gedruckt wurden, sowie eine nahezu vollständige Sammlung von Shakespeare-Gesamtausgaben.